# Тимофеев, Анатолий Александрович
Анатолий Александрович Тимофеев — советский хозяйственный, государственный и политический деятель, Герой Социалистического Труда.

## Биография
Родился в 1934 году в Смоленске. Член КПСС.
С 1953 года — на хозяйственной, общественной и политической работе. В 1953—1994 гг. — участковый агроном Ризсковской машинно-тракторной станции Вяземского района Смоленской области, в Советской Армии, агроном колхоза «Хмара», бригадир тракторо-полеводческой бригады, заведующий элитно-семеноводческим хозяйством, главный агроном племзавода имени Коминтерна Починковского района, председатель колхоза «Россия» Починковского района Смоленской области
Указом Президиума Верховного Совета СССР от 29 августа 1986 года присвоено звание Героя Социалистического Труда с вручением ордена Ленина и золотой медали «Серп и Молот».
Избирался депутатом Верховного Совета РСФСР 9-го созыва.
Живёт в деревне Прудки Починковского района.